# 유원규
유원규(柳元奎, 1952년 10월 9일 ~ )는 대한민국의 법조인이다. 서울서부지방법원과 서울가정법원 등에서 법원장을 역임하고 법무법인 광장 변호사로 활동 중이다.

## 생애
1952년에 충청남도 서산군에서 태어났다. 유원규는 경기고등학교와 서울대학교 법학과를 졸업하고 1977년 제19회 사법시험 합격하였다. 제9기 사법연수원과 군 법무관을 마치고 1979년 서울민사지방법원 판사에 임용되었다. 이후 서울지방법원 동부지원, 춘천지방법원 원주지원, 서울고등법원에서 판사를 하다가 법원행정처 조사국 조사심의관과 대법원 재판연구관을 거쳐 1993년에 대구지방법원 상주지원장에 임명되어 3년동안 재직하였다. 1996년에 서울지방법원 부장판사에 임명되어 재판장을 하다가 사법연수원 교수를 맡았다. 부산고등법원과 서울고등법원 부장판사를 거쳐 사법연수원 수석교수, 법원도서관장, 서울서부지방법원장, 서울가정법원장을 역임하였다. 2009년 2월에 법관에서 퇴직하여 법무법인 광장 대표 변호사로 활동하였다. 변호사를 하면서 2010년에 법관 징계위원회 위원, 2010년에 KBS 객원 해설위원, 2011년에 성년 후견제도 특별위원회 위원장을 맡았으며 선진법제포럼, 대한공중인협회 회원으로서 2014년에 대한공증인협회 회장에 선출되었다. 유원규 변호사의 선친은 민주화에 앞장선 고(故) 유현석(1927~2004) 변호사이다.